# اورک (کالیفرنیا)
اورک (به انگلیسی: Orick) یک منطقهٔ مسکونی در ایالات متحده آمریکا است که در شهرستان هامبولت، کالیفرنیا واقع شده‌است. اورک ۱۲٫۵۶۱ کیلومتر مربع مساحت و ۳۵۷ نفر جمعیت دارد و ۸ متر بالاتر از سطح دریا واقع شده‌است.